# London Controlling Section
London Controlling Section (LCS) − tajna komórka kontrwywiadu Wielkiej Brytanii powołana do życia we wrześniu 1941 roku przez Olivera Stanleya, której zadaniem było koordynowanie działań dezinformacyjnych podczas II wojny światowej. LCS była sekcją sztabu planowania Rady Wojennej, której przewodniczył premier Winston Churchill. Amerykańskim odpowiednikiem LCS była, podlegająca bezpośrednio Kolegium Połączonych Szefów Sztabów, komórka Joint Security Control (JSC).
Początkowo organizacja nie wykazywała większej aktywności, co było w znacznej mierze spowodowane tym, że Stanley spędzał więcej czasu przy łóżku śmiertelnie chorej żony niż w biurze. W tej sytuacji w czerwcu 1942 roku jego obowiązki przejął John Bevan, który kierował LCS do końca wojny.
Istnienie tej tajnej organizacji, która przeprowadziła m.in. operację „Fortitude”, zostało ujawnione dopiero w 1969 roku.